# Ouette des Andes
Chloephaga melanoptera
Espèce
Statut de conservation UICN

 LC  : Préoccupation mineure
L'Ouette des Andes (Chloephaga melanoptera), également appelée Oie des Andes ou Bernache des Andes, est une espèce d'oiseaux de la famille des Anatidae. Localement, au Chili et en Argentine on la nomme Piuquén.

## Description
Elle mesure entre 75 et 80 cm, son plumage est blanc avec un arrière-train noirâtre. Le bec qui est très petit est rose tout comme les pattes.
La femelle est beaucoup plus petite que le mâle.

## Habitat
Comme son nom l'indique, elle habite les Andes; du Pérou jusqu'au nord de l'Argentine et du Chili. Elle fréquente les marais et les lacs au-dessus de 3000 m d'altitude.

## Biologie
L'ouette des Andes vit en couples ou en familles. Le mâle défend le territoire de nidification de manière très agressive contre des rivaux éventuels.
La reproduction a lieu aux alentours du mois de janvier, le nid est placé dans un creux près de l'eau.
Après la reproduction, les oiseaux se rassemblent en petits groupes.
Cette espèce nage et vole assez mal, pour se nourrir elle broute la végétation au bord des lacs.

## Populations
La population est comprise entre 25 000 et 100 000 individus et ne semble pas menacée.

## Référence
- (fr) Oiseaux.net : Chloephaga melanoptera (+ répartition)
- (en) Congrès ornithologique international : Chloephaga melanoptera dans l'ordre Anseriformes (consulté le 27 mai 2015)
- (fr + en)  Avibase : Chloephaga melanoptera (+ répartition) (consulté le 30 juin 2015)
- (en) UICN : espèce Chloephaga melanoptera (Eyton, 1838) (consulté le 30 juin 2015)